# مجلس النواب في ماريلاند
مجلس النواب في ماريلاند (بالإنجليزية: Maryland House of Delegates)‏ مجلس النواب هو السلطة التشريعية لولاية ميريلاند. يتألف من 141 مندوبا منتخبين من 47 مقاطعة. غرفة مجلس النواب هي دار ولاية ميريلاند في دائرة الولاية في أنابوليس، عاصمة الولاية. ويضم مجلس الولاية أيضا مجلس الشيوخ في ولاية ماريلاند ومكاتب الحاكم وحاكم ولاية ميريلاند. كل مندوب لديه مكاتب في أنابوليس، في مبنى مكتب كاسبر تايلور القريب.